# Maspero (metrostation)
Maspero (Arabisch: ماسبيرو) is een metrostation in de Egyptische hoofdstad Caïro dat wordt bediend door lijn 3 van de Caïrose metro. Het station, aan de oostkant van de Nijl, werd tegelijk met de tweede metrotunnel onder de Nijl geopend op 5 oktober 2022. Het is, net als het naastgelegen omroepcentrum, genoemd naar de Franse archeoloog Gaston Maspero die van 1881 tot 1914 hoofd van de Egyptische oudheidkundige dienst was. 